# Historique de l'Olympique de Marseille en Coupe de France
L'Olympique de Marseille a participé à toutes les éditions de la Coupe de France de football. Le club marseillais a remporté à 10 reprises la compétition (dernier trophée en 1989), et a disputé 19 finales (dernière finale en 2016).

## Historique

### Finale de la Coupe de France 1924
Date : 23 avril 1924.
Score : OM 3 - 2 FC Cette a.p.
Mi-temps : 2 - 1
But : Édouard Crut   3e   110e, Jean Boyer   42e.
Schéma tactique : 2-3-5
Effectif : Bobby de Ruymbeke - Joseph Jacquier, Paul Seitz - Raoul Blanc, Jean Cabassu, Apollon Torta - Adolphe Michel, Jean Boyer , Édouard Crut, Louis Subrini, Douglas de Ruymbeke.
Entraineur : Peter Farmer
L'OM affronte le FC Cette en tant qu'outsider pour sa première finale de Coupe de France qui se déroule le 23 avril 1924 au Stade Pershing à Paris devant 30 000 spectateurs. Les joueurs marseillais sont quasiment tous inconnus tandis que les Cettois jouissent pour la plupart d'une solide réputation.
Marseille aborde cette finale dans l'unique but de la remporter et adopte par conséquent un schéma de jeu basé sur le bloc équipe. Cette tactique se retranscrit au cours du match par la tache offensive laissée à trois seuls joueurs que sont Cabassu, Boyer et Crut tandis que les sept autres joueurs de champ ont pour consigne de constituer un rideau infranchissable. À l'inverse, Cette affiche pour objectif de jouer un football convenable et plaisant à voir qui colle à son statut de favori.
Cette domine le début de match mais concède l'ouverture du score dès la troisième minute à la suite d'un centre de la gauche de Subrini que Crut reprend et envoie au fond des filets. Au quart d'heure de jeu, B. de Ruymbecke bloque insuffisamment un tir à bout portant de Caballero et Cazals saisit l'occasion pour égaliser. À la quarante-deuxième minute, Boyer reçoit une ouverture du côté gauche et profite d'une hésitation de Laurent Henric pour redonner l'avantage à l'OM. Torta marque contre son camp à la soixante-cinquième minute de jeu puis le score de deux buts partout reste inchangé. A cinq minute du terme de la première période des prolongations, Crut marque sur coup franc le troisième et dernier but de l'OM et offre la victoire à son club.
L'objectif marseillais de constituer un rideau infranchissable trouve son summum dans le dernier quart d'heure des prolongations où l'équipe joue avec quatre ou cinq arrières au lieu des deux habituels. L'opinion reproche aux Marseillais un jeu sans véritable construction mais félicite l'engagement et la détermination de l'équipe qui réussit à dominer le FC Cette à l'image du pressing ininterrompu en cent vingt minutes ou de Cabassu qui, tout au long du match, domine constamment son homologue Domergue au milieu du terrain.
L'équipe cettoise se montre bien inférieure à sa réputation et à sa forme de son match précédent hormis Albert Jourda. La triplette d'avant connue et reconnue comme une des meilleures de France ne pèse pas sur la rencontre et les deux arrières passent leur match avec l'angoisse et la préoccupation d'être pris en contre.

### Finale de la Coupe de France 1926
Date : 6 mai 1926.
Score : OM 4 - 1 AS Valentigney.
Mi-temps : 3 - 1
But : Jules Devaquez   16e   80e, Douglas de Ruymbeke   26e, Jean Boyer   33e.
Schéma tactique : 2-3-5
Effectif : Paul Seitz - Joseph Jacquier, André Durbec - Raoul Blanc, Ernest Clère, Louis Subrini - Maurice Gallay, Jean Boyer , Édouard Crut, Jules Devaquez, Douglas de Ruymbeke
Entraineur : Victor Gibson
Le club marseillais rencontre l'AS Valentigney lors de la finale de Coupe de France 1926 qui se déroule le 6 mai au Stade olympique Yves-du-Manoir à Colombes devant 30 000 spectateurs. Les joueurs de l'OM sont donnés comme grandissimes favoris et le public attend d'eux une démonstration de football en accord avec leur statut honorifique de meilleure équipe de France. Cette réputation vient entre autres de sa ligne d'avants où figure quatre internationaux avec Gallay, Devaquez, Crut et Boyer. Les spectateurs présents dans l'enceinte encouragent néanmoins majoritairement l'AS Valentigney qui tient le rôle du faible contre le fort.
L'OM entame sa rencontre timidement puisque crispé par l'enjeu. Un enjeu non pas sportif car la Coupe lui est promise mais un enjeu de réputation où finalement l'équipe a plus à perdre qu'à y gagner face à ses adversaires. L'entrée en matière timide semble être l'entrée en matière classique d'un match, où l'on ne peut être à cent pour cent dès les premiers instants, mais il s'avère que l'essentiel des joueurs marseillais restent à ce niveau d'implication tout au long du match.
Les joueurs de Valentigney affiche un jeu brouillon et les Marseillais prennent les commandes du match par défaut. Sous l'impulsion de Maurice Gallay, qui ressort comme l'unique homme du match avec son coéquipier Louis Subrini, l'OM marque ses trois premiers buts grâce à ses centres côté gauche. Jules Devaquez à la seizième minute, Douglas de Ruymbeke à la vingt-sixième minute puis Jean Boyer à la trente-troisième minute sont à la retombée du ballon. Valentigney réduit l'écart à trois buts à un à la quarantième minute. Le quatrième but marseillais, marqué à dix minutes du terme de la rencontre par Devaquez, fait de nouveau à la suite d'un centre de Gallay qui est prolongé par Boyer.
Les joueurs du pays de Montbéliard produisent durant cette finale un jeu basé sur l'énergie et le courage. L'AS Valentigney trouve dans un collectif en confiance ou un souci de bien figuré face au public parisien, les clés de cette motivation qui cependant ne lui permet pas de pallier ses carences au niveau technique et de pouvoir prétendre gagner la Coupe.
L'OM n'est pas inquiété par son adversaire une seule seconde au cours du match, remporte la Coupe de France sans la moindre contestation possible mais laisse un grand sentiment d'inachevé à l'image de joueurs comme Crut ou De Ruymbecke qui laissent éclater au grand jour leurs individualismes exacerbés, Devaquez et ses appels en biais stéréotypés dans le dos des défenses adverses ou d'un secteur défensif aux relances constamment précipitées et inexploitables par ses avants. Ce sentiment d'inachevé se retrouve aussi dans le fait que lors des matchs contre l'US Quevilly ou le Stade Français, le club obtient sa qualification grâce à un jeu collectif de qualité; chose que l'OM ne parvient pas à rééditer lors de cette finale qui est gagnée uniquement par des actions individuelles.

### Finale de la Coupe de France 1927
Date : 8 mai 1927.
Score : OM 3 - 0 US Quevilly.
Mi-temps : 2 - 0
But : Raymond Durand   34e, 
Maurice Gallay   36e, Jules Devaquez   89e.
Schéma tactique : 2-3-5
Effectif : Charles Allé - Ernest Clère , Paul Schnoeck - André Durbec, Joseph Jacquier, Jean Cabassu - Maurice Gallay, Jean Boyer, Édouard Crut, Jules Devaquez, Raymond Durand
Entraineur : Victor Gibson
L'OM affronte l'US Quevilly le 8 mai 1927 pour le compte de la finale de Coupe de France 1927 au Stade olympique Yves-du-Manoir de Colombes devant 24 000 spectateurs. Comme lors de la finale de l'édition précédente, le club marseillais est le favori et le public prend fait et cause pour Quevilly dans une optique d'encourager le faible contre le fort.
La première demi-heure s'installe dans une opposition de style entre les deux équipes. Le club normand agit de manière spontanée et plein de volonté se traduisant surtout par l'explosivité de ces joueurs à aller presser n'importe quel Marseillais détenteur du ballon. À l'inverse, Marseille fait preuve d'un jeu simple, réfléchi et de qualité supérieure dans la construction. L'allant des joueurs de Quevilly surprend l'OM qui peine à rentrer correctement dans son match sans pour autant en perdre son fil et subit deux occasions venues du côté gauche dont Déans puis Guillard ne cadrent pas leur tentative de la tête. La domination de Quevilly se symbolise grâce aux deux arrières Farret et Demeillez qui constituent un rideau infranchissable et qui relancent constamment des ballons propres pour leur demi-centre Philippe Bonnardel qui lui aussi rayonne.
La bonne qualité de cette entame de match n'est plus atteinte durant le reste de la rencontre à la suite des deux buts marqués coup sur coup par l'OM à la trente-quatrième puis trente-sixième minute qui coupe net les ambitions légitimes de victoire de Quevilly jusqu'à ce moment-ci. Raymond Durand est l'auteur du premier but à la suite d'une récupération du ballon dans les pieds de Bonnardel et d'un tir rapide du gauche puis, sur un corner de Devaquez, le gardien de Quevilly relâche le ballon et Maurice Gallay en profite pour inscrire le deuxième but de la partie. Bonnardel qui symbolise la forme de Quevilly, symbolise aussi dès lors sa chute. La consigne de jeu appliquée est que Hecquet et Groult doivent effectuer un marquage individuel sans relâche sur Gallay et Devaquez, ainsi le seul Bonnardel se trouve face aux trois autres avants marseillais que sont Durand, Boyer et Crut. Le meneur de Quevilly se fatigue extrêmement vite au cours du match et perd au fur et à mesure son rôle de chef d'orchestre.
Dès ses deux buts inscrits, l'OM se sait gagnant de la Coupe et en profite pour jouer plus relâché et s'évertuer à employer un beau football digne de son statut honorifique de meilleure équipe française. Le public est déçu de voir son favori perdre et se rabat sur la qualité de jeu et le spectacle offert par Marseille, ce qui contraste avec la première demi-heure où il ne manque aucune occasion de siffler l'équipe même sur ses touches de balle quelconques. Devaquez inscrit un troisième et dernier but pour l'OM à la fin de la rencontre.
Après le match, l'opposition entre Marseille et Quevilly figure comme l'un des bons crus des finales de Coupe sans toutefois rivaliser avec les duels OM-Red Star ou OM-FC Sète.

### Finale de la Coupe de France 1934
Date : 8 mai 1934.
Score : FC Sète 2 - 1 Olympique de Marseille
Mi-temps : 1 - 1
But : Émile Zermani   2e.
Schéma tactique : 2-3-5
Effectif : Laurent Di Lorto - Henry Conchy, Max Conchy - Max Charbit, Leopold Drucker, René Schillemann - Émile Zermani, Jean Boyer , Joseph Alcazar, Joseph Eisenhoffer, Willy Kohut
Entraineur : Vinzenz Dittrich
L'OM affronte le FC Sète le 8 mai 1934 pour le compte de la finale de Coupe de France 1934 au Stade olympique Yves-du-Manoir de Colombes devant 41 000 spectateurs. Le match constitue la deuxième meilleur affluence de l'Histoire du stade de Colombes après la finale des Jeux olympiques de Paris de 1924, qui oppose l'Uruguay à la Suisse et qui comptabilise 49 500 spectateurs. Le match est très attendu par la foule, au point que 10 000 personnes restent sur le parvis du stade et vers la vingtième minute de jeu, plusieurs centaines forcent les grillages et parviennent à entrer pour assister à la rencontre.
Ces personnes loupent ainsi le premier but de la partie qui est inscrit par Zermani dès la deuxième minute de jeu et qui donne l'avantage à l'OM. Les joueurs du FC Sète ne se démoralisent pas et donnent au contraire une impression de sérénité et de confiance pour arriver à déjouer ce scénario défavorable.
Sète reprend le jeu à son compte dans une partie virile où les équipes affichent pour unique ambition de gagner la Coupe et ceci au détriment du beau football et de l'intégrité physique de l'adversaire. La mainmise sétoise se symbolise par trois joueurs : le capitaine Yvan Beck, Istvan Lukacs et Marcel Bukovi. L'égalisation sétoise à la vingt-quatrième minute fait justement à la suite d'une action des deux premiers cités où Beck, au style de jeu « à la britannique »", lance en profondeur Lukacs qui trompe Laurent Di Lorto bien que le gardien effleure le ballon sans pouvoir détourner la frappe en corner.
L'OM connait un double fait de jeu qui l'empêche de jouer à cent pour cent cette finale : dès la quinzième minute, Willy Kohut se claque, puis Zermani connait le même sort au cours du match. À ceci s'ajoute une triplette Alcazar-Einsenhoffer-Boyer qui ne crée aucun impact sur le déroulement de la rencontre et qui font preuve d'une extrême lenteur dans leur déplacement.
Sète prend l'avantage dans cette partie à la soixante-quinzième minute également à la suite d'une action du tamdem Beck-Lukacs. Le Français envoie un tir lourd sur le poteau de Di Lorto et le Hongrois, meilleur buteur du championnat, pousse au fond des buts le ballon qui lui revient dans les pieds. En fin de match, "Pépito" Alcazar égalise à deux partout mais le juge de touche signale un hors-jeu de Zermani. À la suite de cette action, Di Lorto, Alcazar et Zermani injurient et menacent l'arbitre central et son assistant.
Le FC Sète gagne la coupe de France et réalise ainsi le doublé grâce à sa doublette impliquées dans ses deux buts mais aussi grâce à un groupe de joueurs prometteurs à l'image de René Llense ou Louis Gabrillargues et de joueurs au niveau de bonne qualité comme Jules Monsallier ou Ali Benouna. Les causes de la défaite marseillaise se trouvent dans le double claquage qui laisse l'équipe avec deux joueurs errant sur le terrain et d'où en découle un manque de confiance dû à la perte d'influence de Kohut. Jean Boyer ne réussit pas non plus à insuffler de l'allant à son équipe alors qu'il s'agit d'une de ses principales tâches à effectuer.

## Résultats saison par saison
Les matches sont présentés par décennie.

## Finales
L'Olympique de Marseille a disputé 19 finales de Coupe de France.
Le FC Girondins de Bordeaux est l'équipe ayant le plus de fois rencontré l'OM en finale (4).
 Trois finales ont connu des prolongations, une seule d'entre elles s'est terminée sur une séance de tirs au but, perdue par les Phocéens contre Sochaux.

### Vainqueur (10)
| Date          | Équipe                 | Score        | Équipe                | Buteurs                                       | Stade            |
| ------------- | ---------------------- | ------------ | --------------------- | --------------------------------------------- | ---------------- |
| 13 avril 1924 | Olympique de Marseille | 3 - 2 (a.p.) | FC Cette              | Crut 3e 110e, Boyer 42e                       | Yves-du-Manoir   |
| 9 mai 1926    | Olympique de Marseille | 4 - 1        | AS Valentigney        | Dewaquez 16e 80e, De Ruymbecke 26e, Boyer 33e | Yves-du-Manoir   |
| 6 mai 1927    | Olympique de Marseille | 3 - 0        | US Quevilly           | Durand 34e, Gallay 36e, Devaquez 89e          | Yves-du-Manoir   |
| 5 mai 1935    | Olympique de Marseille | 3 - 0        | Stade rennais         | Roviglione 34e, Kohut 38e, Laurent 43e (csc)  | Yves-du-Manoir   |
| 8 mai 1938    | Olympique de Marseille | 2 - 1 (a.p.) | FC Metz               | Kohut 29e, Aznar 118e                         | Parc des Princes |
| 22 mai 1943   | Olympique de Marseille | 4 - 0        | Girondins de Bordeaux | Aznar 32e 63e, Dard 56e, Pironti 78e          | Parc des Princes |
| 18 mai 1969   | Olympique de Marseille | 2 - 0        | Girondins de Bordeaux | Papin 82e (csc), Joseph 89e                   | Yves-du-Manoir   |
| 4 juin 1972   | Olympique de Marseille | 2 - 1        | SEC Bastiais          | Couécou 15e, Skoblar 73e                      | Parc des Princes |
| 12 juin 1976  | Olympique de Marseille | 2 - 0        | Olympique lyonnais    | Nogues 67e , Boubacar 84e                     | Parc des Princes |
| 10 juin 1989  | Olympique de Marseille | 4 - 3        | AS Monaco             | Papin 12e 22e 47e, Allofs 65e                 | Parc des Princes |

### Finaliste (9)
| Date          | Équipe                | Score                       | Équipe                 | Buteurs                   | Stade            |
| ------------- | --------------------- | --------------------------- | ---------------------- | ------------------------- | ---------------- |
| 6 mai 1934    | Sète                  | 2 - 1                       | Olympique de Marseille | Zermani 2e                | Yves-du-Manoir   |
| 5 mai 1940    | RC Paris              | 2 - 1                       | Olympique de Marseille | Aznar 16e                 | Yves-du-Manoir   |
| 23 mai 1954   | OGC Nice              | 2 - 1                       | Olympique de Marseille | Andersson 55e             | Yves-du-Manoir   |
| 30 avril 1986 | Girondins de Bordeaux | 2 - 1                       | Olympique de Marseille | Diallo 45e (pen.)         | Parc des Princes |
| 10 juin 1987  | Girondins de Bordeaux | 2 - 0                       | Olympique de Marseille |                           | Parc des Princes |
| 8 juin 1991   | AS Monaco             | 1 - 0                       | Olympique de Marseille |                           | Parc des Princes |
| 29 avril 2006 | Paris SG              | 2 - 1                       | Olympique de Marseille | Maoulida 67e              | Stade de France  |
| 12 mai 2007   | FC Sochaux            | 2 - 2 (a.p.) (5 - 4 t.a.b.) | Olympique de Marseille | Cissé 5e 98e              | Stade de France  |
| 21 mai 2016   | Paris SG              | 4 - 2                       | Olympique de Marseille | Thauvin 12e Batshuayi 87e | Stade de France  |

Légende
Dom. = à domicile; Ext. = à l'extérieur; a.p. = résultat après prolongation; t.a.b. = tirs au but

## Bilan
Le tableau suivant résume le bilan du club dans la compétition, actualisé en fin de saison 2022-2023.
| Résultat                                         | Nombre |
| ------------------------------------------------ | ------ |
| Vainqueur                                        | 10     |
| Finaliste                                        | 9      |
| Demi-finaliste                                   | 6      |
| Quart de finaliste                               | 15     |
| Huitième de finaliste                            | 20     |
| Seizième de finaliste                            | 23     |
| Trente-deuxième de finaliste                     | 21     |
| Élimination avant les trente-deuxièmes de finale | 2      |
| Total                                            | 104    |

## Meilleurs buteurs olympiens
L'Olympique de Marseille compte au total 249 buteurs en Coupe de France mais seulement 18 joueurs ont marqué au moins dix buts. C'est Jean Boyer le meilleur buteur avec pas moins de 75 buts dans la compétition. Il devance très largement Joseph Alcazar (38 buts) et Emmanuel Aznar (31).

## Joueurs les plus capés
Jean Boyer est également le joueur qui possède le record de matchs joués avec l'OM en Coupe de France avec 54 rencontres.
1. Jean Boyer, 54 rencontres (du 16 décembre 1923 au 6 mai 1934).
2. Jean Bastien, 44 rencontres (du 15 décembre 1935 au 20 janvier 1949).
3. François Bracci, 44 rencontres (du 13 mai 1972 au 12 mars 1985).
4. Jean Jacquier, 44 rencontres (du 2 novembre 1919 au 22 mars 1931).

## Galerie d'images

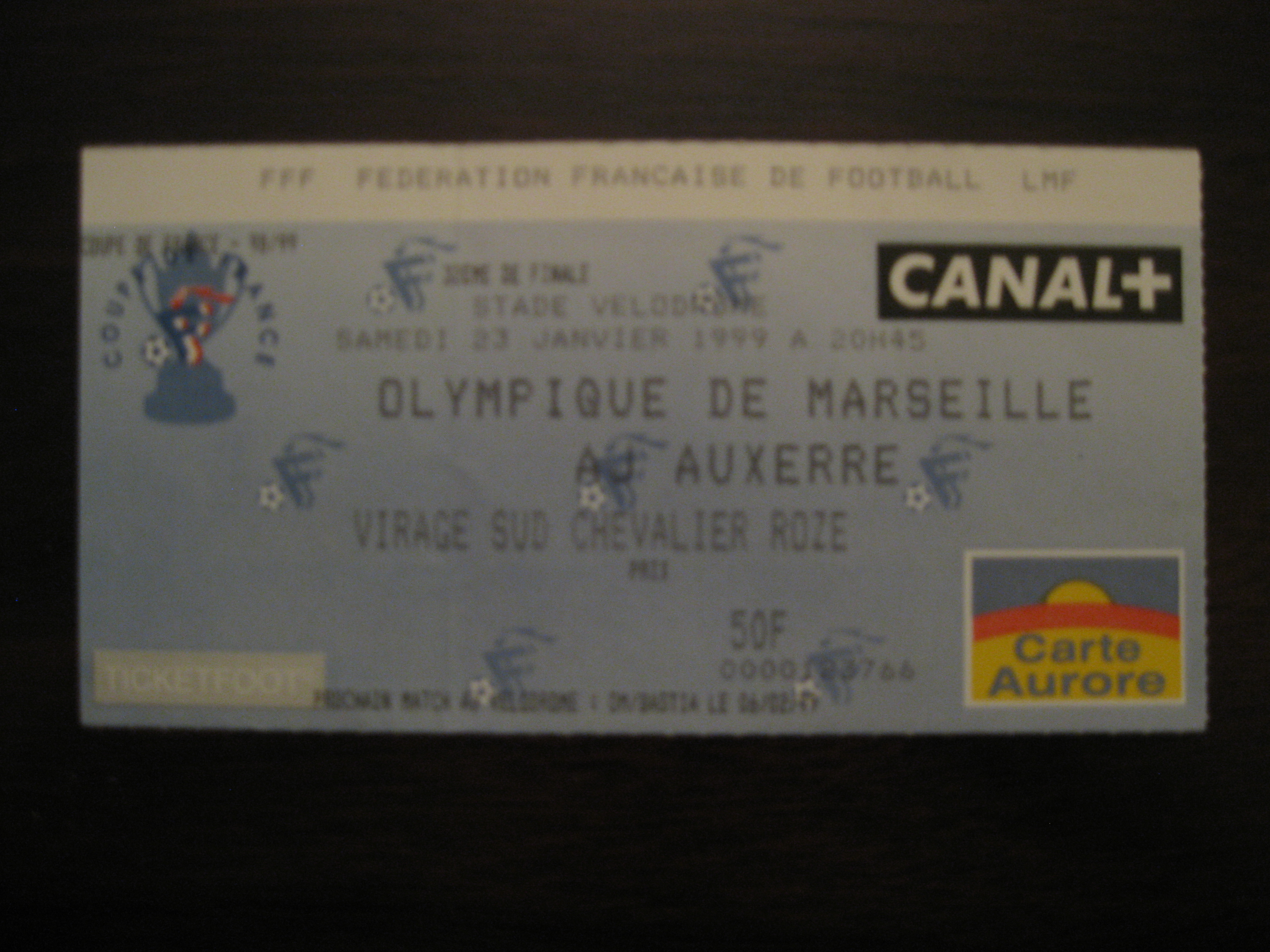
Ticket OM - AJA (1/32 1998-1999).
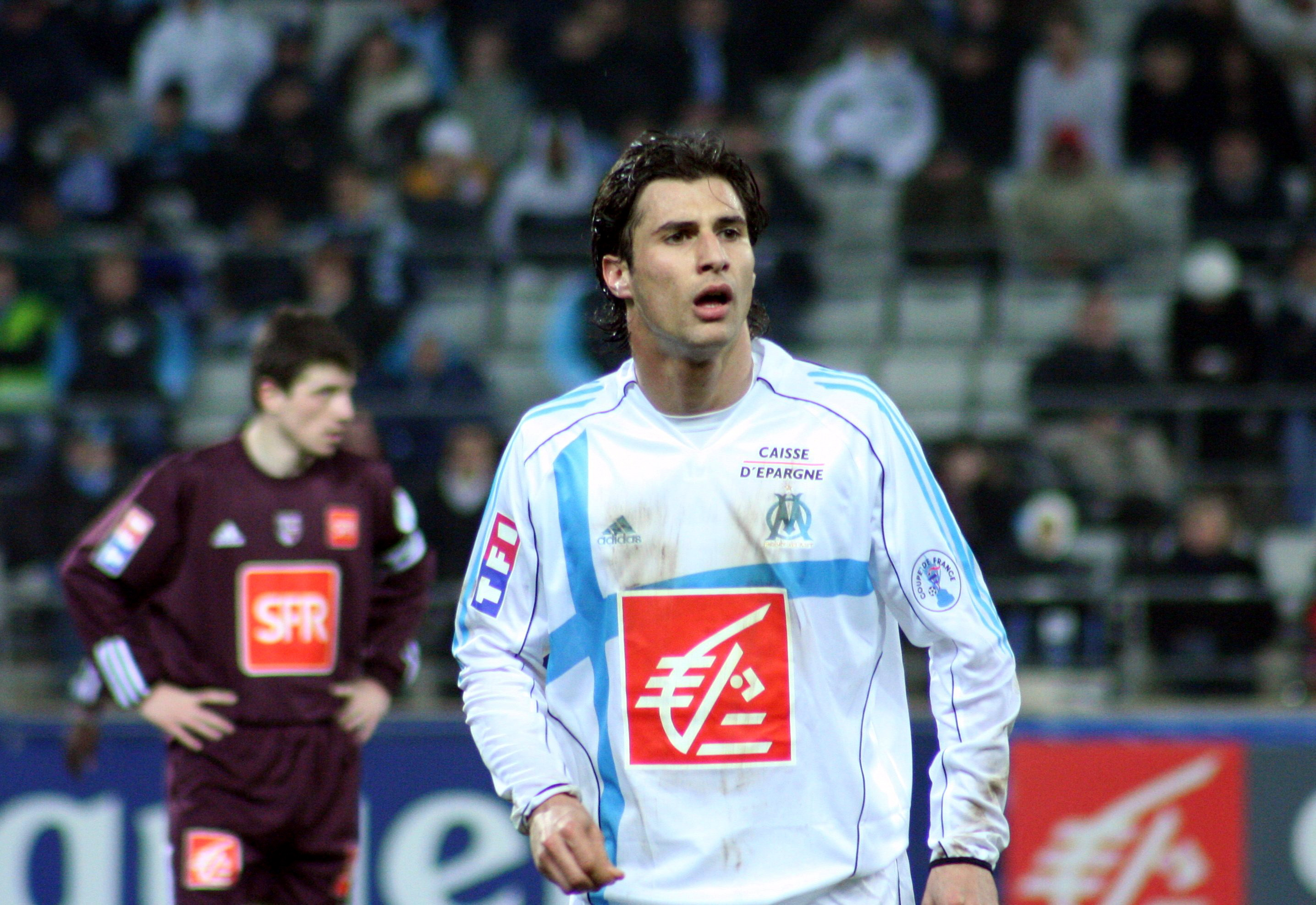
Lorik Cana, double finaliste en 2006 et 2007 (OM - FC Metz, 1/16 2005-2006).
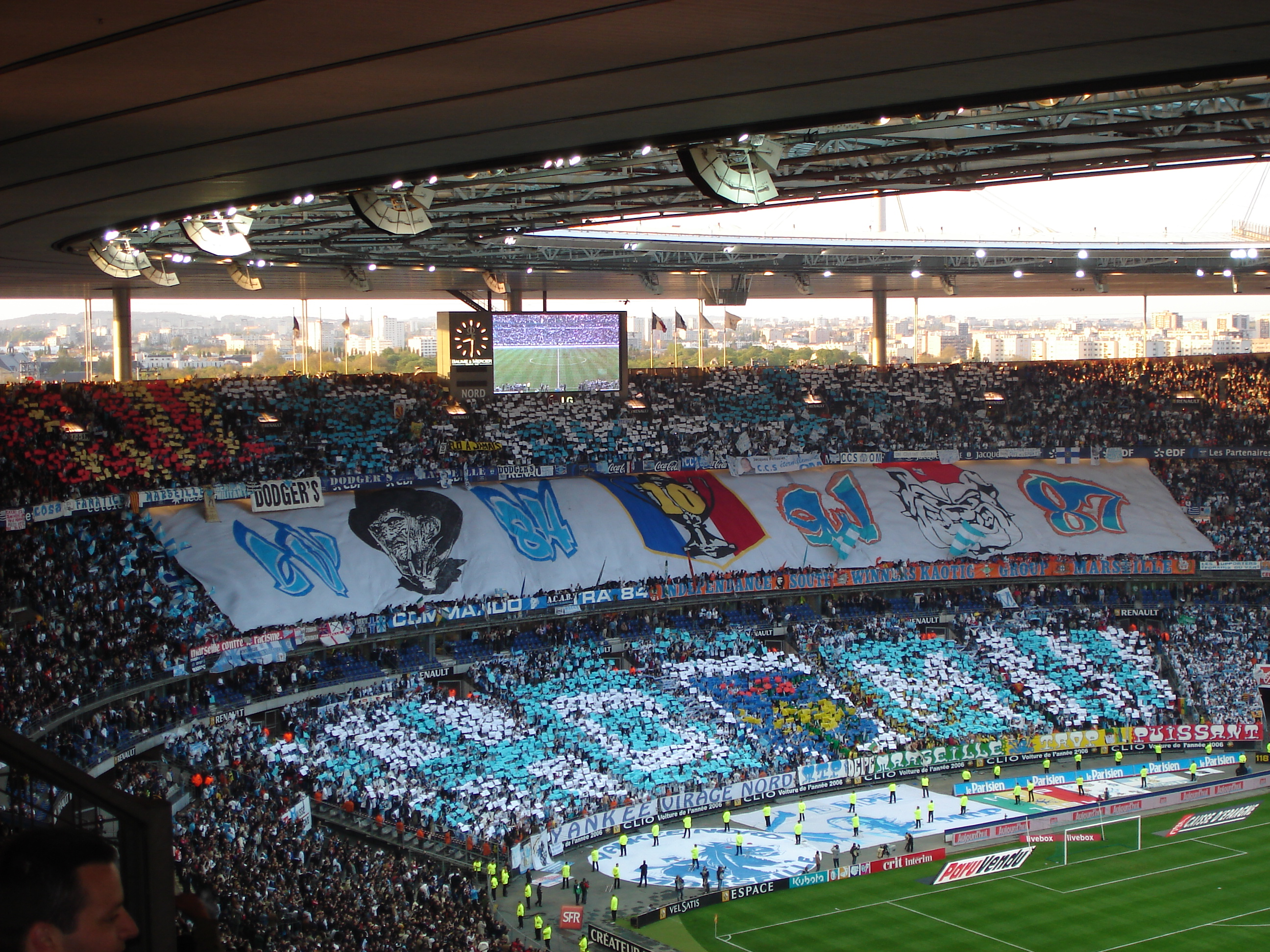
Tifo des supporters marseillais avant la finale OM-Paris SG au Stade de France (2005-2006).
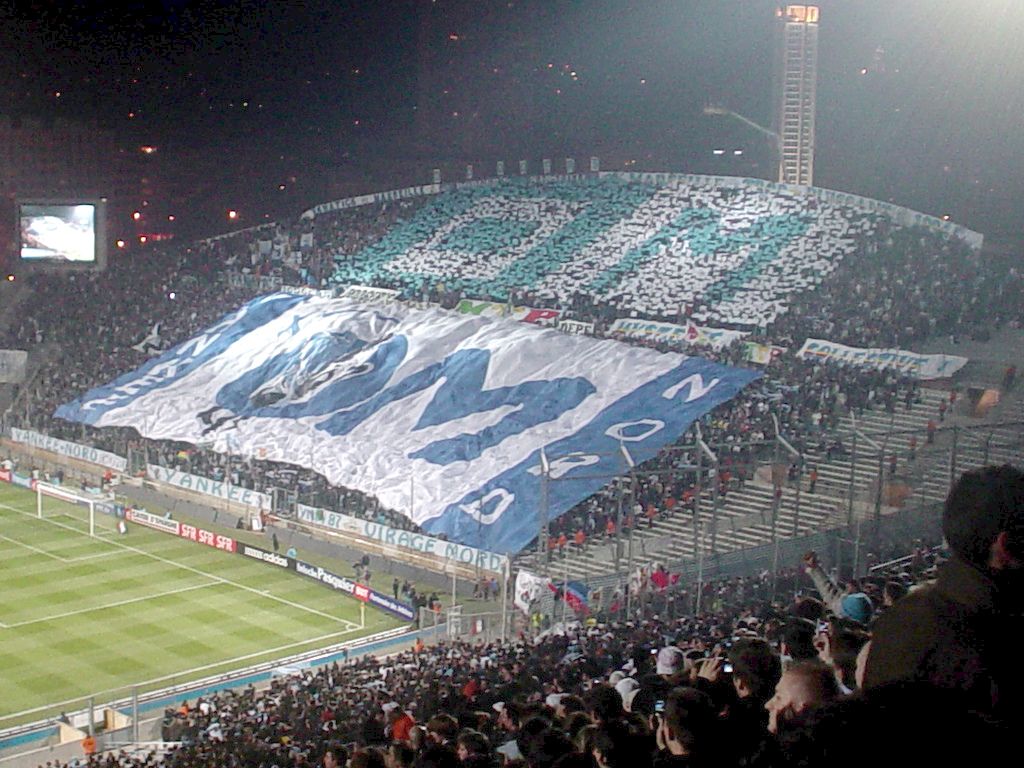
Tifos du Virage Nord avant le huitième de finale OM-OL au Vélodrome (2006-2007).
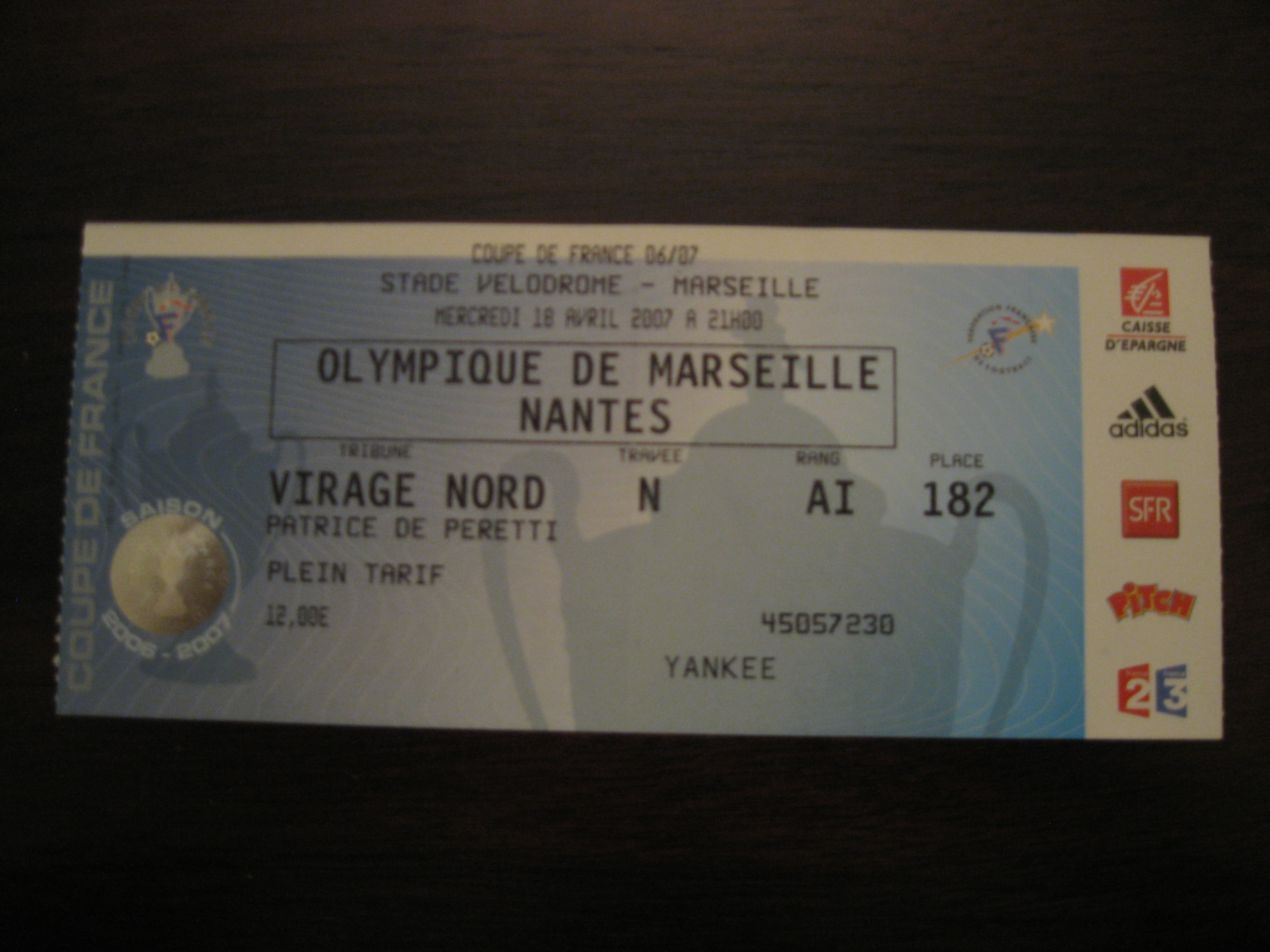
Ticket OM - FC Nantes (1/2 2006-2007).